# Abierto Zapopan
Az Abierto Zapopan női tenisztorna első alkalommal 2019-ben a WTA 125K versenysorozat részeként lett megrendezve a mexikói Guadalajara településen. A 2020-as verseny a koronavírus-járvány miatt elmaradt. 2021-től évente WTA250 kategóriájú tornaként rendezik szabad téren kemény borításon.
A főtáblán 32-en kapnak helyet, mellettük 24-en a kvalifikációból indulhatnak, és 16 csapat párosban mérheti össze tudását.
Az első tornát egyéniben az orosz Veronyika Kugyermetova nyerte, míg párosban a magyar Stollár Fanny és az amerikai Maria Sanchez párosa győzött.

## A döntők eredményei

### Egyéni
| Év                 | Bajnok                               | Döntős                               | Eredmény                             |
| ------------------ | ------------------------------------ | ------------------------------------ | ------------------------------------ |
| 2022               | Sloane Stephens                      | Marie Bouzková                       | 7–5, 1–6, 6–2                        |
| 2021               | Sara Sorribes Tormo                  | Eugenie Bouchard                     | 6–2, 7–5                             |
| ↑ WTA250 torna ↑   |                                      |                                      |                                      |
| 2020               | Elmaradt a koronavírus-járvány miatt | Elmaradt a koronavírus-járvány miatt | Elmaradt a koronavírus-járvány miatt |
| 2019               | Veronyika Kugyermetova               | Marie Bouzková                       | 6–2, 6–0                             |
| ↑ WTA 125K torna ↑ |                                      |                                      |                                      |

### Páros
| Év                 | Bajnokok                             | Döntősök                              | Eredmény                             |
| ------------------ | ------------------------------------ | ------------------------------------- | ------------------------------------ |
| 2024               | Katarzyna Piter Stollár Fanny (2)    | Angelica Moratelli Sabrina Santamaria | 6–4, 7–5                             |
| ↑ WTA 125K torna ↑ |                                      |                                       |                                      |
| 2023               | Nem rendezték meg                    | Nem rendezték meg                     | Nem rendezték meg                    |
| 2022               | Kaitlyn Christian Lidzija Marozava   | Vang Hszin-jü Csu Lin                 | 7–5, 6–3                             |
| 2021               | Ellen Perez Astra Sharma             | Desirae Krawczyk Giuliana Olmos       | 6–4, 6–4                             |
| ↑ WTA250 torna ↑   |                                      |                                       |                                      |
| 2020               | Elmaradt a koronavírus-járvány miatt | Elmaradt a koronavírus-járvány miatt  | Elmaradt a koronavírus-járvány miatt |
| 2019               | Maria Sanchez Stollár Fanny          | Cornelia Lister Renata Voráčová       | 7–5, 6–1                             |
| ↑ WTA 125K torna ↑ |                                      |                                       |                                      |